# Lyle Lovett
Lyle Pearce Lovett (Klein, Texas, 1 de novembro de 1957) é um músico, cantor, ator e produtor musical norte-americano. Durante sua carreira, ele ganhou quatro Grammy Award. Ele também estrelou em vários filmes.
Ele foi casado com a atriz Julia Roberts de 1993 a 1995.